# العيايشة (أولاد زيد)
العيايشة هو دُوَّار يقع بجماعة الغوالم، إقليم الخميسات، جهة الرباط سلا القنيطرة في المملكة المغربية. ينتمي الدوّار لمشيخة أولاد زيد التي تضم 4 دواوير. يقدر عدد سكانه بـ 544 نسمة حسب الإحصاء الرسمي للسكان والسكنى لسنة 2004.

## روابط خارجية
- البوابة الوطنية للجماعات الترابية
- المندوبية السامية للتخطيط